# Giudice di regata
Un giudice di regata, o per meglio dire, un Ufficiale di Regata (U.d.R.) è uno dei soggetti responsabili della conduzione e del corretto svolgimento di una regata velica.
Ne esistono tre differenti tipologie:
- i componenti del Comitato di Regata, responsabili della posa del campo di regata, delle procedure di partenza e di arrivo e della stesura delle classifiche finali;
- i componenti del Comitato delle Proteste, o Giuria, che si occupano dei possibili reclami dei regatanti, proteste o richieste di riparazione) e, più in generale, della corretta osservazione delle regole.
- gli Arbitri, che sono specializzati nel Match Race, regate a due concorrenti, e arbitrano la regata direttamente in acqua.

Un U.d.R. può essere "Aspirante", "Zonale", "Nazionale", "Internazionale", "Benemerito".